# Puff
Il Puff è un teatro di cabaret di Roma con servizio di cena prima dello spettacolo.

## Storia
Nato nel cuore di Trastevere come teatro di cabaret, per volontà di Lando Fiorini nel 1968, anno in cui Fiorini stesso si applica nei lavori di adattamento del locale in via dei Salumi insieme al fratello Ferdinando e ad Enrico Montesano. Il nome Puff fu scelto in accordo con gli amici Gianni Minà e Pierangelo Piegari.
Solo successivamente il locale si spostò nella sede attuale, la vicina via Giggi Zanazzo. Sul palcoscenico del Puff si sono esibiti i migliori cabarettisti, attori e cantanti romani, a ricordo di una tradizione dello spettacolo capitolino come il già citato Enrico Montesano, Solvejg D'Assunta, Gianfranco D'Angelo, Rod Licari, Toni Ucci, Leo Gullotta, Giusy Valeri, Maurizio Mattioli, Jimmy il Fenomeno, Olimpia Di Nardo, Marcello Martana, Livia Romano ed altri ancora. Molti dei copioni proposti (inizialmente la produzione si attestava sui quattro o cinque spettacoli l'anno per abbassarsi progressivamente ad uno o due) erano firmati dalla coppia formata da Mario Amendola e Bruno Corbucci.
Sulla scia tradizionale del Kabarett tedesco e del café-chantant francese come espressione di generi popolari, anche il Puff offre un servizio di ristorazione prima degli spettacoli.